# Scarabaeus rugosus
Scarabaeus rugosus là một loài bọ cánh cứng trong họ Bọ hung (Scarabaeidae).